# Cieśnina Sannikowa

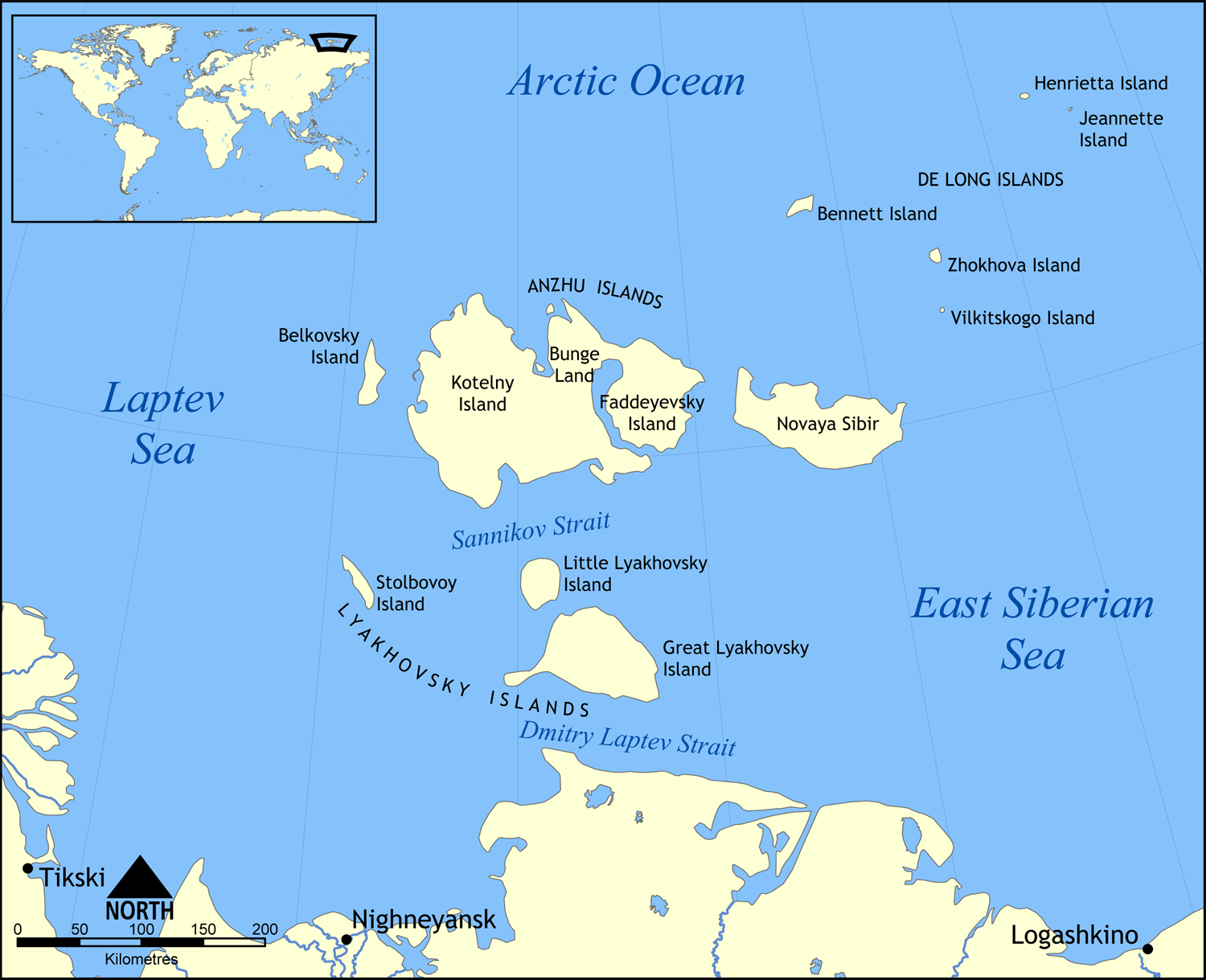
Mapa okolic Wysp Nowosyberyjskich

Cieśnina Sannikowa (ros. пролив Санникова) – cieśnina o długości 50 km, łącząca Morze Łaptiewów i Morze Wschodniosyberyjskie, rozdziela wyspy Anjou i Wyspy Lachowskie. Jej nazwa pochodzi od rosyjskiego kupca i odkrywcy, Jakowa Sannikowa.
Głębokość nawigacyjna cieśniny to jedynie 13 m. Z tego powodu mogą przez nią przepływać jedynie statki o nośności do 20 000 DWT lub specjalnie zaprojektowane do pływania po płytkich wodach.